# Annie Gorassini
Annie Gorassini (* 8. Januar 1941 in Mailand) ist eine italienische Schönheitskönigin und Schauspielerin.
Gorassini, mit französischem Familienhintergrund, repräsentierte beim Wettbewerb 1957 der Wahl zur Miss World ihr Heimatland Italien. 1959 drehte sie ihren ersten von mehr als dreißig Filmen, wobei ihre schauspielerischen Aufgaben meist übersichtlich blieben und der Fokus auf ihre Figur gelegt wurde, sie also meist in knappen Outfits wie im Nachthemd oder im Bikini aufzutreten hatte. Zu Ende der 1960er Jahre wandte sie sich Aufgaben als TV-Moderatorin und im Musikgeschäft zu (so nahm sie 1972 als Sängerin am Wettbewerb Zecchino d’Oro teil und komponierte Kinderlieder und Popsongs). In den 1980er Jahren widmete sie sich dem journalistischen Schreiben.

## Filmografie (Auswahl)
- 1959: Tipi da spiaggia
- 1960: Messalina (Messalina Venere imperatrice)
- 1960: Sappho, Venus von Lesbos (Saffo, Venere di Lesbo)
- 1961: Ferien in der Silberbay (Vacanze alla baia d'argento)
- 1961: Vulcanus, der Titan (Vulcano figlio di Giove)
- 1963: Achteinhalb (8½)
- 1963: Verspätung in Marienborn
- 1964: Wir, die Trottel vom  Geheimdienst (002 agenti segretissimi)
- 1965: Die Lust und die Gewalt (La violenza e l'amore)
- 1966: El Rocho – der Töter (EL Rojo)
- 1968: Gefahr: Diabolik! (Diabolik)
- 1989: I promessi sposi (Fernseh-Miniserie)